# Carlo Coccia
Carlo Coccia (14. dubna 1782 Neapol – 13. dubna 1873 Novara) byl italský hudební skladatel a pedagog.

## Život
Carlo Coccia byl synem houslisty z Neapole. Otec chtěl, aby studoval architekturu, zřetelné hudební nadání syna toto přání zvrátilo. Carlo měl krásný soprán a zpíval v chrámových chlapeckých sborech. Základní hudební vzdělání získal u místního učitele hudby Visocchiho a hudebního skladatele Pietra Caselly. Ještě v dětství složil několik drobnějších skladeb, ale i kantátu. V roce 1790 se stal žákem konzervatoře Conservatorio di S. Maria di Loreto, kde byli jeho učiteli Saverio Valente (zpěv) a Fedele Fenaroli (kontrapunkt a skladba). Po absolvování konzervatoře se ho ujal Giovanni Paisiello, který ho dále zdokonaloval ve skladbě a na jehož doporučení byl přijímán jako učitel hudby v předních neapolských rodinách. Rovněž na Paisiellovo doporučení se stal soukromým klavírním doprovazečem neapolského krále Josefa Bonaparte
V roce 1807 debutoval jako operní skladatel v divadle Teatro Valle v Římě operou Il matrimonio per lettera di cambio. Opera neměla úspěch a Coccia hodlal zanechat operní kariéry a vrátit se do Neapole. Na naléhání Paisiella však zkomponoval další operu, Il poeta fortunato ossia Tutto il mal vien dal mantello, která byla podstatně úspěšnější. Po ní následovalo mnoho dalších oper se střídavými úspěchy.
V roce 1820 Coccia, snad aby se vyhnul soutěži s vycházející hvězdou Gioacchina Rossiniho odešel do Portugalska a stal se ředitel divadla Teatro Nacional de São Carlos. Kromě čtyř nových oper zkomponoval na oslavu návratu krále Jana VI. Portugalského do Lisabonu také kantátu I Lusitani.
Z Lisabonu se přesunul do Londýna, kde byl 24. ledna 1824 jmenován intendantem a divadelním ředitelem Královského divadla v Haymarket. Později se také stal učitelem harmonie a zpěvu na Královské hudební akademii. V Londýně vydal řadu kantát, šest duetů s klavírním doprovodem a některé další menší práce. V Londýně také v roce 1827 uvedl na scénu operu Maria Stuarda, regina di Scozia.
Do Itálie se vrátil v roce 1828 a pokračoval v komponování oper. V roce 1836 se stal učitelem hudby a ředitelem filharmonie Turíně a v roce 1840, po odchodu Saveria Mercadante do Neapole, se stal kapelníkem katedrály v Novaře. V Novaře se také podílel na založení hudební školy Il Civico Istituto musicale Brera (1858) a stal se jejím prvním ředitelem. Pro žáky školy psal pojednání o harmonii a kontrapunktu.
V roce 1868 ho Giuseppe Verdi pozval k účasti na komponování Messa per Rossini, velkého requiem, které mělo být provedeno na výročí úmrtí Gioacchina Rossiniho dne 14. listopadu 1869 v bazilice San Petronio v Bologni. Coccia složil závěrečnou sekvenci Lacrimosa pro sbor a orchestr. Mše však byla provedena až po více než stu letech, v roce 1988.
Zemřel v Novaře 13. dubna 1873. Již 6. července téhož roku bylo jeho jménem pojmenováno městské divadlo v Novaře.

## Dílo

### Opery
- Il matrimonio per lettera di cambio, burletta per musica (libreto Giuseppe Checcherini, 1807 Řím, Teatro Valle)
- Il poeta fortunato ossia Tutto il mal vien dal mantello, melodramma giocoso (Gaetano Gasbarri, 1808 Florencie, Teatro degli Intrepidi)
- L'equivoco, o Le vicende del Martinaccio, dramma giocoso (Gaetano Gasbarri, 1809 Bologna, Teatro Marsigli)
- Voglia di dote e non di moglie, dramma giocoso (Francesco Aventi, 1809 Ferrara, Teatro Comunale)
- La verità nella bugia, farsa (Giuseppe Maria Foppa, 1809 Benátky, Teatro San Moisè)
- Una fatale supposizione, ovvero Amore e dovere (o La Matilde), farsa per musica (Giuseppe Maria Foppa, 1811 Benátky, Teatro San Moisè)
- I solitari, melodramma di sentimento (Gaetano Rossi, 1811 Benátky, Teatro San Moisè)
- Il sogno verificato, azione eroica per musica (Luigi Prividali, 1812 Benátky, Teatro La Fenice)
- Arrighetto, dramma per musica (Angelo Anelli, 1813 Benátky, Teatro San Benedetto)
- La donna selvaggia, dramma semiserio (Giuseppe Maria Foppa, 1813 Benátky, Teatro San Benedetto)
- Il crescendo, opera buffa (Giuseppe Maria Foppa, 1814 Benátky, Teatro San Moisè)
- Carlotta e Werther, dramma per musica (Gaetano Gasbarri, 1814 Florencie, Teatro del Cocomero)
- Evellina, melodramma eroico (Gaetano Rossi, 1814 Milán, Teatro Re)
- Euristea, o L'amore generoso, dramma per musica (Giuseppe Maria Foppa, 1815, Benátky, Teatro La Fenice)
- Clotilde, melodramma semiserio (Gaetano Rossi, 1815 Benátky, Teatro San Benedetto)
- I begli usi di città, dramma giocoso (Angelo Anelli, 1815 Milán, La Scala)
- Teseo e Medea, dramma per musica (1815 Turín, Teatro Regio)
- Rinaldo d'Asti, dramma buffo (Jacopo Ferretti, 1816 Řím, Teatro Valle)
- Etelinda, melodramma semiserio (Gaetano Rossi, 1816 Benátky, Teatro San Benedetto)
- Claudina in Turino, dramma per musica (Giuseppe Maria Foppa, 1816 Benátky, Teatro San Moisè)
- Fajello, dramma tragico (1817 Florencie)
- Donna Caritea, regina di Spagna, opera seria (Giacomo Serafini a Cesare Leopoldo Bixio, 1818 Janov, Teatro Sant'Agostino)
- Elena e Virginio (1818 Terst)
- Atar ossia il serraglio di Ormuz, dramma serio (Felice Romani, 1820 Lisabon, Teatro São Carlos)
- La festa della rosa, dramma giocoso (Gaetano Rossi, 1821 Lisabon, Teatro São Carlos)
- Mandane, regina di Persia, opera seria (Luigi Romanelli, 1821 Lisabon, Teatro São Carlos)
- Elena e Costantino, opera semiseria (Andrea Leone Tottola, 1822 Lisabon, Teatro São Carlos)
- Maria Stuarda, regina di Scozia, opera seria (Pietro Giannone, 1827 Londýn, King's Theatre)
- L'orfano della selva, melodramma comico (Gaetano Rossi, 1828 Milán, Teatro alla Scala)
- Rosmonda d'Inghilterra, melodramma serio (Felice Romani, 1829 Benátky, Teatro La Fenice)
- Edoardo Stuart re in Iscozia, dramma per musica (Domenico Gilardoni, 1831 Neapol, Teatro San Carlo)
- Enrico di Monfort, melodramma (Gaetano Rossi, 1831 Milán, Teatro alla Scala)
- Caterina di Guisa, melodramma (Felice Romani, 1833 Milán, Teatro alla Scala)
- La figlia dell'arciere, melodramma tragico (Felice Romani, 1834 Neapol, Teatrino di corte)
- Marsa, melodramma (Emanuele Bidera, 1835 Neapol, Teatro San Carlo)
- La solitaria delle Asturie ossia La Spagna ricuperata, melodramma (Felice Romani, 1838 Milán, Teatro alla Scala)
- Giovanna II regina di Neapol, melodramma (Gaetano Rossi, 1840 Milán, Teatro alla Scala)
- Il lago delle fate, melodramma (1841 Turín, Teatro Regio)

### Chrámové skladby
- 25 mší, převážně s doprovodem orchestru
- Messa da Requiem per Carlo Alberto, 1849
- 15 motet
- 21 nešpor
- 17 Tantum Ergo
- 3 Miserere
- 1 Te Deum
- 1 Stabat mater pro čtyři hlasy a varhany

### Jiné skladby
- Ouvertura pro velký oechestr
- Ero, monologo con accompagnamento d'orchestra
- Il Lusitano, cantata a più voci, con grande orchestra e tre bande militari, per festeggiare il ritorno del re Giovanni VI del Portogallo dal Brasile in Lisbona nel 1821.